# Escobar, el patrón del mal
Escobar, el patrón del mal é uma telenovela colombiana produzida e exibida pela Caracol Televisión em 2012, sobre a vida de Pablo Escobar.

## Elenco
- Andrés Parra - Pablo Escobar
- Mauricio Mejía - Pablo Escobar Jovem
- Christian Tappan - Gonzalo Gaviria (equivalente a Gustavo Gaviria, oprimo)
- Juan Sebastián Calero - Gonzalo Gaviria jovem (equivalente a Gustavo Gaviria , o primo)
- Angie Cepeda -  Regina Parejo (equivalente a Virginia Vallejo)
- Vicky Hernández -doña Enelia Gaviria  (equivalente a Hermilda Gaviria, mãe do Pablo)
- Linda Lucía Callejas - Enelia Gaviria  jovem (equivalente a Hermilda Gaviria)
- Susana Torres -  Niki Polanía (equivalente a María Jimena Duzán)
- Aldemar Correa - Julio Motoa (equivalente a Fabio Ochoa Vásquez )
- Joavany Álvarez -Pedro Motoa (equivalente a Jorge Luis Ochoa)
- Alejandro Gutiérrez - Germán Motoa (equivalente a Juan David Ochoa)
- Carlos Mariño - Yeison Taborda, 'Marino' (equivalente a Jhon Jairo Velásquez Vásquez "Popeye")
- Ernesto Benjumea - Rodrigo Lara Bonilla
- Diana Hoyos - Nancy Restrepo de Lara
- Germán Quintero - Guillermo Cano Isaza
- Helena Mallarino - Ana María Busquets de Cano
- Nicolás Montero - Luis Carlos Galán
- Marcela Gallego - Gloria Pachón de Galán
- Marcela Vargas - Mireya
- Juan Carlos Arango -  Gustavo Ramírez, el 'Mariachi' (equivalente Gonzalo Rodríguez Gacha, el Mexicano)
- Alejandro Martínez -Marcos Herbert (equivalente a Carlos Lehder)
- Cecilia Navia - Patricia Urrea de Escobar 'Paty' (equivalente a Victoria Eugenia Henao de Escobar)
- Eileen Moreno - 'Paty '' jovem  (equivalente a Victoria Eugenia Henao de Escobar)
- Jorge Soto -  Fabio Urrea jovem (equivalente a Mario Henao Vallejo )
- Tommy Vásquez - Fabio Urrea (equivalente a Mario Henao Vallejo)
- Julio Pachón -  Coronel Jairo Jiménez (equivalente a Coronel Jaime Ramírez Gómez)
- Fabián Mendoza - César Gaviria Trujillo
- Judy Henríquez -  Carmiña Bedoya (equivalente a Marina Montoya de Pérez)
- Carmensa Cossio -  Magdalena Espinosa (equivalente a Mariela Espinoza Arango)
- Liesel Potdevin - Diana Turbay
- Anderson Ballesteros - 'Chili' (equivalente a John Jairo Arias "Pinina")
- Toto Vega -  Alonso Santorini, 'Santo'(equivalente a Alberto Santofimio)
- Carlos Benjumea - Julio Motoa padre (equivalente a Fabio Ochoa Restrepo)
- César Mora - 'Alguacil'  (equivalente aAlfredo Gómez López "El Padrino")
- Andrés Felipe Torres - Dagoberto Ruiz, 'Topo' (equivalente aMario Castaño Molina "El Chopo")
- Claudia Liliana González - Azucena Lievano
- Jimmy Vásquez -  Coronel Pavón(equivalente a Coronel Hugo Martínez Poveda)
- Iván López - Hugo Martínez Bolívar
- Diana Neira - Yesenia (equivalente a Wendy Chavarriaga Gil)
- David Noreña - Comandante Miguel Moreno (equivalente a Carlos Castaño)
- Julián Caicedo -  'Candonga'(equivalente a Luis Carlos Alzate Urquijo "El Arete")
- Mauricio Figueroa - Coronel Oswaldo Quintana' (equivalente a Coronel Waldemar Franklin Quintero')
- Tiberio Cruz -  Diego Pizano (equivalente a Carlos Pizarro Leongómez)
- Fabio Rubiano - Antonio Navarro Wolff
- Fernando Corredor - Rafael García Herreros
- María Angélica Mallarino - Nydia Quintero
- Víctor Hugo Morant - Julio César Turbay
- Fernando Arango - Teodoro Mauricio Fino Restrepo "Gaviota"
- Luis Fernando Montoya - Coronel Danilo González
- Orlando Valenzuela - Bernardo Jaramillo Ossa
- Armando Gutiérrez - Yamid Amat
- Jorge Emilio Zúñiga - Virgilio Barco
- Rodolfo Silva - Alberto Escobar, 'Peluche' (equivalente a Roberto Escobar)
- Andrea Gómez -  Irma Motoa (equivalente a Martha Nieves Ochoa)
- Luis Fernando Múnera -  coronel Pedregal (equivalente a Comandante Flavio Acosta)
- Jacqueline Arenal - Maruja Pachón
- Mario Ruiz Chamorro - Coronel Aguirre (equivalente a Comandante Hugo Aguilar )
- Félix Antequera -Ernesto Chacón (equivalente a Enrique Parejo González )
- Yesenia Valencia -Natalia de Jiménez (equivalente a Helena Méndez de Ramírez )
- Hernan Méndez - Fidel Escobar (equivalente a Abel de Jesús Escobar Echeverri)
- Luces Velázquez -Graciela Rojas  (equivalente a Griselda Blanco)
- Leonardo Acosta -  General Ulloa (equivalente a General Miguel Gómez Padilla)
- Jaime Barbini - Presidente De La Cruz (equivalente a Belisario Betancur)
- Margarita Durán - esposa do coronel Quintana (equivalente a Leonor Cruz de Quintero)
- Francisco Bolívar - Luis Fernando Escobar Gaviria
- Harold Devasten -  Gildardo González (equivalente a Gilberto Rodríguez Orejuela)
- Fabio Restrepo -  Javier Ortiz(equivalente a Jairo Ortega Ramírez)
- Hermes Camelo - José Santacruz Londoño El estudiante
- Sebastián Peñuela - Jaime Ramírez Méndez
- Juan Pablo Franco -Muriel Peraza (equivalente a Miguel Maza Márquez )
- Claudia Rocío Mora - María José Escobar (equivalente a Alba Herminia Escobar)
- Gustavo Angarita Jr. - Alberto Villamizar
- Sandra Guzmán - Ana María Cano de Medellín
- Carlos Manuel Vesga - Carlos Mauro Hoyos
- Jaime Santos - Alfonso López Michelsen
- Ricardo Vélez -   Manuel González (equivalente a Miguel Rodríguez Orejuela)
- Pedro Roda - Juan Guillermo Cano Busquets
- Daniel Rocha - Gerardo Carrera(equivalente a Helmer Herrera )
- Andrés Ogilvie - Andrés Pastrana
- Weimar Delgado - Lucio Moreno (equivalente a Fidel Castaño Gil )
- Andrés Echavarria - Hugo Hernán Valencia
- Andrés Aramburo - Juan Manuel Santos
- Guillermo Villa -  magistrado Echandía (equivalente a Magistrado Alfonso Reyes Echandía)
- Jorge Herrera - Magistrado Gustavo Zuluaga Serna
- Julio Correal -  Tomás Pereira (equivalente a Jacobo Torregrosa)
- Héctor García - Advogado Guido Parra Montoya
- Tatiana Rentería - Nina Pizarro Leóngómez
- Iván Rodríguez - Coronel Hernando Navas Rubio
- Andrés Felipe Martínez - Diego Londoño White
- Sain Castro - Coronel Oscar Eduardo Peláez Carmona
- Carlos Hurtado - Crisanto Pérez (equivalente a Evaristo Porras)
- Luis Fernando Orozco - Daniel Bedoya (equivalente a Germán Montoya Vélez)
- Víctor Hugo Ruíz - Fernando Uribe Restrepo
- Juan Carlos Serrano Rima - Jorge Mario Aristizabal
- Marilyn Patiño - Paula Jaramillo
- Pedro Mogollón -  Hernán Santana (equivalente a Hernando Santos Castillo)
- Gustavo Ángel - Fernán Santana (equivalente a Francisco Santos Calderón)
- Rossemary Cárdenas - Mariela Barragán de Jaramillo
- John Alexánder Castillo -Caín (equivalente a Brances Alexánder Muñoz Mosquera "Tyson" )
- Manuel Viveros - Kiko (equivalente a Dandennys Muñoz Mosquera "La Quica")
- Beto Arango - Diego Fernando Murillo "Don Berna"
- Juan Ángel - el 'Nene' Núñez (equivalente a Rodrigo Rodríguez)
- Emerson Yañez - Jorge Elí Pabón "El Negro"
- Juan Carlos Messier - Pablo Correa Arroyave
- Andrés Restrepo -Fernando Galeano
- Luis Ariel Martínez - Gerardo Moncada
- Andrés Soleibe - Johnny Rivera Acosta "Palomo"
- Glenmi Rodríguez - Coronel Gregorio Sepulveda
- Ignacio Hijuelos - Alberto Jubiz Hazbun

## Episódios
| Transmissão original   | Número | Título do episódio                                               | Título do episódio no Brasil               |
| ---------------------- | ------ | ---------------------------------------------------------------- | ------------------------------------------ |
| 28 de maio de 2012     | 001    | Enelia le da sus primeros consejos a Pablo                       | Um dos maiores narcotraficantes do mundo   |
| 29 de maio de 2012     | 002    | Pablo comienza a jugar con candela                               | Expandir os negócios                       |
| 30 de maio de 2012     | 003    | Pablo Escobar huye de la cárcel                                  | Prosperando                                |
| 31 de maio de 2012     | 004    | Pablo se entrega a las autoridades                               | Uma Tragédia                               |
| 1 de junho de 2012     | 005    | Pablo y Gonzalo inauguran la hacienda 'Nápoles'                  | Atrapalhar os planos                       |
| 4 de junho de 2012     | 006    | Una nueva fuerza armada nace                                     | Guerrilheiros                              |
| 5 de junho de 2012     | 007    | Pablo Escobar tiene su primer encuentro con la política          | Chegar ao Congresso                        |
| 6 de junho de 2012     | 008    | Pablo Escobar quiere ser miembro del Congreso de la República    | Candidatura oficializada                   |
| 7 de junho de 2012     | 009    | Paty por poco descubre las andanzas de Pablo                     | As chances de se eleger aumentam           |
| 8 de junho de 2012     | 010    | A Escobar se le facilita su incursión en la política             | Eleito deputado e aproximação de Regina    |
| 12 de junho de 2012    | 011    | Regina Parejo aparece en la vida de Pablo Escobar                | Quebra de silêncio                         |
| 13 de junho de 2012    | 012    | Escobar es elegido como 'honorable' representante a la Cámara    | Derrota Política                           |
| 14 de junho de 2012    | 013    | Escobar, el 'Robin Hood criollo'                                 | Violento ataque                            |
| 15 de junho de 2012    | 014    | Un duro debate pone en jaque a Rodrigo Lara                      | Em perigo                                  |
| 19 de junho de 2012    | 015    | Galán le pide una explicación a Lara                             | Fuga para o Panamá                         |
| 20 de junho de 2012    | 016    | El Ministro sorprende al país con sus declaraciones              | Aliança                                    |
| 21 de junho de 2012    | 017    | La policía desmantela Tranquilandia                              | Foto Comprometedora                        |
| 22 de junho de 2012    | 018    | Pablo Escobar emprende su venganza                               | Interrogatório                             |
| 25 de junho de 2012    | 019    | Atentado acaba con la vida de Rodrigo Lara                       | Investigação                               |
| 26 de junho de 2012    | 020    | El magnicidio de Lara causa conmoción en el mundo                | Ameaças ao Governo                         |
| 27 de junho de 2012    | 021    | Tras las huellas de los criminales                               | Problemas pessoais                         |
| 28 de junho de 2012    | 022    | Pablo y Gonzalo llegan a Ecuador                                 | Disposto a matar                           |
| 29 de junho de 2012    | 023    | Escobar no se sale con la suya                                   | Prazo Final                                |
| 3 de julho de 2012     | 024    | En busca de 'protección' y aliados                               | Acusações contra Pablo                     |
| 4 de julho de 2012     | 025    | A Escobar sus propios hombres lo empiezan a traicionar           | Acordo de extradição                       |
| 5 de julho de 2012     | 026    | Prueba reina definiría la extradición                            | Planejando um atentado                     |
| 6 de julho de 2012     | 027    | El MR-20 ejecuta la Toma del Palacio de Justicia                 | Golpe contra o Estado                      |
| 7 de julho de 2012     | 028    | Ola de terror en contra de jueces                                | Um dos sócios é preso                      |
| 10 de julho de 2012    | 029    | La policía, tras las huellas de Herber                           | Traição de Escobar                         |
| 11 de julho de 2012    | 030    | Asesinan al Magistrado Zuluaga                                   | A fuga                                     |
| 12 de julho de 2012    | 031    | Jiménez se protege ante las amenazas                             | Ganância não tem limites                   |
| 13 de julho de 2012    | 032    | Declaran inexequible la extradición                              | Novo atentado                              |
| 16 de julho de 2012    | 033    | 'Los extraditables' buscan la manera de ser juzgados en Colombia | Vingança contra Escobar                    |
| 17 de julho de 2012    | 034    | En busca de la prueba reina                                      | Vida em risco                              |
| 18 de julho de 2012    | 035    | Atentan contra el corresponsal de El Espectador                  | Extraditar Pedro Motoa                     |
| 19 de julho de 2012    | 036    | El Coronel Jiménez corre peligro                                 | Ataque contra a família de Pablo           |
| 23 de julho de 2012    | 037    | Muere vilmente el Coronel Jiménez                                | Intimidar o Governo                        |
| 24 de julho de 2012    | 038    | El país, horrorizado con la muerte del Coronel Jiménez           | Sequestro do Procurador                    |
| 25 de julho de 2012    | 039    | La policía inspecciona la Hacienda Nápoles                       | Guerra declarada                           |
| 26 de julho de 2012    | 040    | La vida de Cano está en peligro                                  | A próxima vítima                           |
| 27 de julho de 2012    | 041    | Guillermo Cano es asesinado                                      | Algo sai errado                            |
| 30 de julho de 2012    | 042    | El país llora la muerte de Cano                                  | As ameaças                                 |
| 31 de julho de 2012    | 043    | La prensa rechaza el asesinato de Cano                           | Demora na realização de atentados          |
| 1 de agosto de 2012    | 044    | La maldad de Escobar traspasa fronteras                          | Plano de assassinar candidato presidencial |
| 2 de agosto de 2012    | 045    | Escobar quiere asesinar a Herber                                 | Guerra contra o Cartel de Medellín         |
| 3 de agosto de 2012    | 046    | A Escobar le conviene tener vivo a Herber                        | Pressão na Polícia                         |
| 6 de agosto de 2012    | 047    | Marcos Herber es capturado por la policía                        | Plano de Explosão                          |
| 8 de agosto de 2012    | 048    | Escobar burla a las autoridades                                  | Prisão dos Suspeitos                       |
| 9 de agosto de 2012    | 049    | Escobar 'vende' a sus propios hombres                            | Plano Sem Sucesso                          |
| 10 de agosto de 2012   | 050    | Mauricio, muy cerca de descubrir la traición de Pablo            | Bomba no Avião                             |
| 13 de agosto de 2012   | 051    | Escobar le entrega un 'falso positivo' a Pedregal                | Inocentes em Perigo                        |
| 14 de agosto de 2012   | 052    | Escobar anuncia una nueva guerra                                 | Infiltrado                                 |
| 15 de agosto de 2012   | 053    | Explotan petardos en Drogas El Rebajón                           | Ataque da Polícia                          |
| 16 de agosto de 2012   | 054    | Pedro Motoa es detenido                                          | Liberdade dos Reféns                       |
| 17 de agosto de 2012   | 055    | El Cartel de Cali prepara un atentado contra Escobar             | Suspensão das Negociações                  |
| 21 de agosto de 2012   | 056    | El 'Marino' asesina a Yesenia                                    | Governo Intimidado                         |
| 22 de agosto de 2012   | 057    | Motoa es dejado en libertad                                      | Conversa Importante                        |
| 23 de agosto de 2012   | 058    | Atentan contra Pablo Escobar y su familia                        | Descoberta da Polícia                      |
| 24 de agosto de 2012   | 059    | Escobar no deja que su cabeza tenga precio                       | Morte no Cartel                            |
| 27 de agosto de 2012   | 060    | Secuestran a Andrés Pastrana                                     | Fuga de Pablo                              |
| 28 de agosto de 2012   | 061    | Escobar le da la cara a Pastrana                                 | Plano de Sequestro                         |
| 29 de agosto de 2012   | 062    | La guerra se recrudece entre el Estado y los narcos              | Perigoso Missão                            |
| 30 de agosto de 2012   | 063    | Anuncian el asesinato del Procurador General de la Nación        | Gaviria Reluntante                         |
| 31 de agosto de 2012   | 064    | La furia y los celos, los peores enemigos de Escobar             | Temor de Pablo                             |
| 3 de setembro de 2012  | 065    | Pablo Escobar desata toda su ira                                 | Pressão em Pablo                           |
| 4 de setembro de 2012  | 066    | El 'Mariachi' prepara un plan siniestro                          | Presidente Preocupado                      |
| 5 de setembro de 2012  | 067    | Nuevas víctimas del terror de Pablo Escobar                      | Outro Assassinato                          |
| 6 de setembro de 2012  | 068    | El Coronel Quintana no tiene salida                              | Escobar Furioso                            |
| 7 de setembro de 2012  | 069    | El Coronel Quintana es asesinado                                 | Ataque a Pablo                             |
| 10 de setembro de 2012 | 070    | Pese a las advertencias, Galán decide ir a Soacha                | No Comando dos Crimes                      |
| 12 de setembro de 2012 | 071    | El crimen que hizo reaccionar al país                            | Preocupação com os Pepes                   |
| 13 de setembro de 2012 | 072    | El país se conmociona con la pérdida del candidato presidencial  | Atentado                                   |
| 14 de setembro de 2012 | 073    | El Gobierno se compromete a dar con los asesinos                 | Cartel Desfeito                            |
| 17 de setembro de 2012 | 074    | Ana María Cano busca la seguridad de El Espectador               | Encurralado                                |
| 18 de setembro de 2012 | 075    | Atentan contra El Espectador                                     |                                            |
| 19 de setembro de 2012 | 076    | El Espectador sigue adelante                                     |                                            |
| 20 de setembro de 2012 | 077    | Cae el primer miembro de la familia de Escobar                   |                                            |
| 21 de setembro de 2012 | 078    | Escobar ordena dos grandes atentados                             |                                            |
| 24 de setembro de 2012 | 079    | Peraza recibe un sobre bomba                                     |                                            |
| 25 de setembro de 2012 | 080    | Un cruel y atroz atentado conmociona a Colombia                  |                                            |
| 26 de setembro de 2012 | 081    | Atentan contra el edificio del DAI                               |                                            |
| 27 de setembro de 2012 | 082    | El 'narcoterrorismo' no triunfará                                |                                            |
| 28 de setembro de 2012 | 083    | El grupo élite, tras las huellas del 'Mariachi'                  |                                            |
| 1 de outubro de 2012   | 084    | El grupo élite y el 'Mariachi' se enfrentan                      |                                            |
| 2 de outubro de 2012   | 085    | Las autoridades dan de baja al 'Mariachi'                        |                                            |
| 3 de outubro de 2012   | 086    | Escobar envía un mensaje al Gobierno                             |                                            |
| 4 de outubro de 2012   | 087    | 'Los extraditables' aceptan el llamado de paz                    |                                            |
| 5 de outubro de 2012   | 088    | Cancelan las negociaciones de paz                                |                                            |
| 8 de outubro de 2012   | 089    | Escobar le pone precio a los policías                            |                                            |
| 9 de outubro de 2012   | 090    | Cae otro candidato presidencial                                  |                                            |
| 10 de outubro de 2012  | 091    | Escobar emprende la guerra contra Pabón                          |                                            |
| 11 de outubro de 2012  | 092    | Escobar revela las intenciones de las Autodefensas               |                                            |
| 17 de outubro de 2012  | 093    | Atentan contra Pizano, ponen Precio a la cabeza de Pablo Escobar |                                            |
| 18 de outubro de 2012  | 094    | Pabón recibe una 'jugosa' propuesta                              |                                            |
| 19 de outubro de 2012  | 095    | Cae el 'Chili', la mano derecha de Escobar                       |                                            |
| 22 de outubro de 2012  | 096    | Las autoridades, cada vez más cerca de Escobar                   |                                            |
| 23 de outubro de 2012  | 097    | Luego de varios días en la selva, Pablo decide atacar desde Cali |                                            |
| 24 de outubro de 2012  | 098    | Gonzalo Gaviria cae en enfrentamiento con el grupo élite         |                                            |
| 25 de outubro de 2012  | 099    | Diana Turbay cae en las garras de Pablo Escobar                  |                                            |
| 26 de outubro de 2012  | 100    | Turbay es secuestrada por orden de Escobar                       |                                            |
| 29 de outubro de 2012  | 101    | Maruja y Berenice, víctimas del 'patrón del mal'                 |                                            |
| 30 de outubro de 2012  | 102    | Los Motoa se entregan                                            |                                            |
| 31 de outubro de 2012  | 103    | Diana Turbay muere en su rescate                                 |                                            |
| 1 de novembro de 2012  | 104    | Un sacerdote será intermediario para la paz                      |                                            |
| 2 de novembro de 2012  | 105    | Escobar planea entregarse                                        |                                            |
| 6 de novembro de 2012  | 106    | Escobar se entrega a las autoridades                             |                                            |
| 7 de novembro de 2012  | 107    | El Cartel de Cali quiere 'negociar' con Escobar                  |                                            |
| 8 de novembro de 2012  | 108    | Escobar sigue delinquiendo desde La Catedral                     |                                            |
| 9 de novembro de 2012  | 109    | El Gobierno autoriza la creación de un Bloque de Búsqueda        |                                            |
| 13 de novembro de 2012 | 110    | Entrega de Peluche y alias Marino                                |                                            |
| 15 de novembro de 2012 | 111    | Escobar se despide de su familia y entra en depresión            |                                            |
| 16 de novembro de 2012 | 112    | Los 'Pepes' atentan contra la familia Escobar                    |                                            |
| 19 de novembro de 2012 | 113    | Muerte del capo                                                  |                                            |